# دونگی لایکوواتس
دونگی لایکوواتس (به صربی: Donji Lajkovac) یک منطقهٔ مسکونی در صربستان است که در لایکوواتس واقع شده‌است.